# John Jakob Raskob
John Jakob Raskob (Lockport, Nueva York, 19 de marzo de 1879 - Centreville, Maryland, 15 de octubre de 1950), fue un ejecutivo financiero y de negocios para DuPont y General Motors.
Se le conoce mejor por haber sido uno de los dos principales promotores del Empire State Building. Fue presidente del Comité Nacional Demócrata de 1928 a 1932 y un defensor clave de la candidatura de Alfred E. Smith para la presidencia de los Estados Unidos.
Tras la elección como presidente de Franklin D. Roosevelt, Raskob pasó a ejercer como destacado opositor del New Deal a través de su apoyo a una serie de organizaciones anti-Roosevelt, incluida la American Liberty League. Raskob fue también un líder en la Asociación contra la Enmienda de Prohibición.
Raskob se casó en 1906 con Helena Springer Green y tuvieron 13 hijos.

## Empire State Building
Durante la Gran Depresión, los intereses comerciales de Raskob se centraron en el Empire State Building, que estaba en competencia con el Edificio Chrysler para convertirse en el edificio más alto del mundo en ese momento. 
Según una anécdota, Raskob había tomado un lápiz jumbo de punta, y le dijo al arquitecto William F. Lamb, "Bill, ¿Qué tan alto puede ser para que no se vaya a caer?" También invirtió en la minería de metales preciosos en Nevada y Nuevo México, ganadería, industria aeronáutica, y plaguicidas. Raskob se quedó con DuPont hasta su retiro de la compañía en 1946.
Para el financiamiento de esta ambiciosa obra Raskob creó en 1928, junto con Pierre du Pont, Coleman du Pont, Louis G. Kaufman y Ellis P. Earle, la empresa Empire State, Inc.

## Everybody Ought to be Rich
Artículo publicado en Ladies Home Journal en agosto de 1929.
Uno de los mejores fragmentos de este artículo dice:
"... uno es rico cuando tiene un ingreso del capital invertido, que es suficiente para apoyarlo y darle mayor nivel a su familia de una manera decente y cómoda, debemos decir, como nunca le había sido dada por solamente sus ingresos."